# NGC 4450
NGC 4450 is een spiraalvormig sterrenstelsel in het sterrenbeeld Hoofdhaar. Het hemelobject ligt slechts 0,0212 lichtjaar van de Aarde verwijderd en werd op 14 maart 1784 ontdekt door de Duits-Britse astronoom William Herschel.

## Synoniemen
- UGC 7594
- MCG 3-32-48
- ZWG 99.62
- VCC 1110
- IRAS 12259+1721
- PGC 41024